# Mansión de Terol
Casa del Cura, Cuartel Viejo o Mansión de Terol son los nombres con que se conoce a una construcción del siglo XVIII ubicada en el municipio murciano de Alcantarilla y que, a lo largo de sus casi trescientos años de historia, ha albergado a diferentes instituciones e importantes familias de la localidad.

## Orígenes

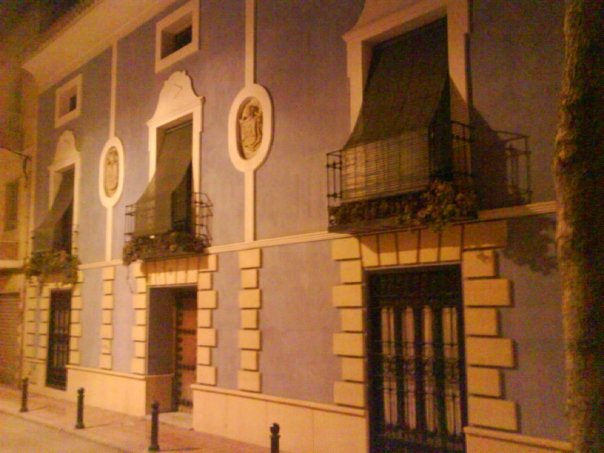
Fachada principal.

La mansión se alza en el actual número 8 de la calle del Cura, en el barrio de San Pedro. Su construcción se remonta al siglo XVIII, cuando el crecimiento que por entonces experimentaba Alcantarilla convierte a la Parroquia de San Pedro Apóstol en una de las principales de la comarca. De esta guisa, se hace necesaria una nueva sede eclesiástica acorde con la importancia de la parroquia y el municipio y donde albergar distintos usos de la misma además de los propios del templo, situado a unos cincuenta metros en dirección a la calle Mayor.
El edificio, inicialmente de tres alturas, una sola ala y cubierta a dos aguas, tiene sus cimientos a varios metros de profundidad por debajo del nivel de la calle; por eso, al entrar al vestíbulo principal hay varios escalones de bajada. Esto, propio de las construcciones de la época, ha ocasionado no pocos problemas de humedad al famoso inmueble; uno de los cinco edificios más antiguos de la ciudad.
En la parte posterior, donde actualmente se encuentran la arcada y el patio, es donde estaba la huerta de la parroquia. Se cree, además, que la casa albergó una imponente biblioteca e importantes obras de arte, desde tapetes en hilo de oro hasta esculturas como un crucifijo de marfil. La mayoría debe estar en colecciones privadas.

## Periodo estatal
Hacia finales del siglo XVIII la economía española se encuentra estancada por su baja productividad. Dado que la principal actividad económica era la agricultura, la gran cantidad de hectáreas en desuso en propiedad de algunos colectivos como la Iglesia, hizo a los Gobiernos españoles del momento llevar a cabo las conocidas desamortizaciones, un proceso comenzado por Godoy y finalizado por Primo de Rivera. 
Las desamortizaciones consistían en la expropiación forzosa de bienes que, inicialmente pasaban a manos del Estado y, posteriormente salían a pública subasta. Muchos de estos bienes quedaron ya en manos públicas, y otros también fueron recomprados por la propia Iglesia. Así, la hasta entonces Casa del Cura, cuyo más insigne inquilino había sido el párroco Saavedra, se convierte en un Cuartel de Caballería de la Guardia Civil.
La Benemérita permaneció en las instalaciones más de un siglo, hasta el estallido de la guerra civil española. Posteriormente, durante la realización de unas obras, se encontraron balas decimonónicas y herraduras con el símbolo GC, usado por el Cuerpo en ese periodo. El edificio pasó a conocerse como Cuartel Viejo.

## Abandono y paso a manos privadas
Una vez finalizado el conflicto entre españoles, el nuevo Gobierno decide trasladar el Cuartel a un nuevo emplazamiento, en lo que posteriormente sería conocida como calle del Cuartel, frente a la Casa de Cobarro. El edificio cae entonces en el abandono y no es hasta muchos años después cuando pasa a manos privadas, siendo entonces habitada por algunas nobles familias de la Villa, como los Riquelme y los Sánchez-Avilés, que dejaron sus escudos de armas en la fachada principal; todo ello, coincidiendo con el despegue industrial y económico de Alcantarilla hacia la década de 1960.
Tras un nuevo abandono y cuando la mansión se encontraba en un avanzado estado de deterioro es adquirida por el arquitecto Andrés Terol, formado en Madrid y quien, hacia mediados de la década de 1980, volvía a su Alcantarilla natal para abrir estudio. Tras ganar una puja ante otros compradores decide acometer la reforma y ampliación, la más importante desde su construcción. Así, se añade una nueva ala hasta darle su actual forma en ele, se construye la arcada en el patio y se reconvierten las caballerizas en cocheras, además de instalarse bajo las mismas un aljibe con capacidad para cincuenta mil litros de agua.
La restauración fue de gran calado, conservándose las barandillas originales del siglo XVIII en los balcones y la escalera de caracol pero añadiendo importantes innovaciones como una viga de hormigón armado que, en horizontal, sujetó los techos de madera del ala antigua eliminando así los viejos postes y permitiendo que los salones recuperaran su amplitud original. El ala nueva consta de cuatro alturas y cubierta a una sola agua.
Terol hizo otras importantes restauraciones en Alcantarilla como la de la Casa de las Cayitas, el Casón del Ayuntamiento, las cubiertas de la iglesia de Campoamor y la de la capilla de las Angustias, esta última, única de las que se conservan de la original iglesia de San Pedro, derribada en el siglo XX. Tras la restauración de la Iglesia Vieja de Yecla o Del Salvador, recibe en 1991 el Premio Regional de Arquitectura.
El edificio toma entonces su nombre y pasa a conocerse como mansión o casa de Terol.

## Actualmente
En 1996 el arquitecto fallece prematuramente víctima de una corta enfermedad. La familia puso la casa en venta y actualmente sólo es posible verla desde el exterior.
Como dato curioso destacar que albergó una talla de la Piedad que, hoy en día, se encuentra en la ya mencionada capilla de las Angustias, donde una placa reconoce la labor del arquitecto murciano.